# 團結國家十講
《團結國家十講》是中华民国總統賴清德於2025年進行的一系列演說，旨在團結國家。賴清德於第一講時，表示十講將分別談論國家、團結、憲政體制、國防、外交、兩岸、民主、和平、繁榮、臺灣。

## 內容

### 第一講：國家[2]
一、臺灣的國家主權屬於2,300萬人民，臺灣自古以來就有獨立生態系，南島語系文化的起源，《舊金山和約》並未把臺灣交給中華人民共和國，中華人民共和國從未統治過臺灣任何一天(參見台灣主權未定論)。
二、團結國家十講主題包括：國家、團結、憲政體制、國防、外交、兩岸、民主、和平、繁榮及均衡臺灣。
三、介紹國家的定義，並說明2758號決議無涉臺灣主權問題。
五、介紹台灣島歷史(參見早坂犀牛、猛獁象、四不像鹿、金絲猴、左鎮人、大坌坑文化、台灣考古遺址列表、臺灣歷史)。
六、介紹台灣人抵抗外來政權反抗壓迫與侵略的精神(參見蕭壠事件、西來庵事件、霧社事件)。
七、「維護國家主權」是絕大多數國人的共同立場。並提到，無論政黨、族群、年紀或居住地，每次民調大致都顯示約八成五的民眾主張「臺灣的未來由全體2,300萬人決定」，有近八成民眾認同「中華民國與中華人民共和國互不隸屬」。
八、指出中華人民共和國對台的五大威脅，包括主權、軍事間諜滲透活動、國家認同、統戰操作、經濟融合等。七大工業國集團（G7）領袖亦發表公報指出臺海和平穩定對國際安全及繁榮不可或缺，也強調反對任何單方面透過武力或脅迫改變臺海現狀的企圖。最後，定位中華人民共和國為境外敵對勢力，提出17項因應策略，並以期盼全國民眾團結一致。

### 第二講：團結[4][5]
一、台灣民主化過程也是不分族群團結共同努力成果，包括1992年國會全面改選、1996年總統全民直選、2000年首次政黨輪替，台灣人不分族群團結合作實踐主權在民、人民當家作主權利。
二、古今中外影響國家團結因素包括種姓制度、地域或宗教，台灣在這幾項都不成問題，但兩件事會影響台灣，就是主權與國家認同。
三、中華民國認同與台灣認同應互相接納。中華民國認同是國民認同中華民國，台灣認同是國民認同台灣為主體的國家。台灣認同與中華民國認同的交集就是台灣人民主體。台灣認同與中華民國認同都是對國家認同的表達方式，不應被曲解為族群對立，應相互尊重、理解和接納，才不會為了名稱被統戰滲透，破壞團結(參見臺灣前途決議文)。
四、中國想改變現狀，7大工業國領袖反對，不是只有美國、日本、歐洲聯盟，7大工業國每次集會都公開表達立場，台海和平穩定對國際安全及繁榮不可或缺，反對任何單方面透過武力或脅迫改變現狀企圖。台海問題不單只是台灣問題，也是國際社會問題。

### 第三講：憲政體制[6]
一、介紹中華民國憲法(五權憲法)體制與其法制史，並強調不是有憲法就有民主的憲政體制(參見五五憲草、中華民國憲法、動員戡亂時期臨時條款、中華民國憲法增修條文、國民大會、萬年國會、憲法修正、國民大會代表自肥案、行政院、立法院、司法院、考試院、監察院、臺灣選舉、直接民權、中華民國總統、政治行政二分理論)。
二、談及2024年在野黨過半的立法院通過之重大爭議法案(參見國會職權修法釋憲案、中華民國刑法、2024年憲法訴訟法修正案、青鳥行動、冬季青鳥在台北、公職人員選舉罷免法、大罷免、否決權)。
三、提及台灣公民的社會運動(參見、野百合學運、野草莓運動、太陽花學運、公民不服從)都是自動自發，公民為了國家安危站出來，守護國家的運動。

### 第四講：國防[7]
一、介紹國軍歷史與任務，和政府持續提升國軍待遇、福利、改革等。
二、提及中國侵略、併吞與擴張等威脅(參考大東亞共榮圈)。
三、國防即是國安，但今年國防預算遭立法院凍刪總額為史上最高，許多國際友人關切臺灣刪凍國防預算，是不是沒有守護自己的決心，所釋出的錯誤訊號，大大影響臺灣的形象，以及誤解臺灣沒有自我防衛的決心。
四、第二次世界大戰的經驗教訓為例說明：在二次大戰前，當時人們認為讓侵略者嚐到甜頭就可以得到和平，但結果並非如此；另一個教訓就是侵略必敗。臺灣永遠不會主動發起戰爭，而是要守護國家、守護區域和世界的現狀與和平。

## 各方迴響

### 醫師公會全聯會
醫師公會全聯會表示，堅定與總統站在一起，支持『團結十講』推動社會對話。

### 台灣民眾黨
針對第四講，台灣民眾黨表示，國防部遭凍結的預算提案，除海鯤號因海測尚未完成，其餘已全數解凍，但賴總統繼續造謠在野罔顧國防、刪凍預算。

### 中國國民黨
針對第四講，中國國民黨表示，賴清德持續誤導攻擊在野黨，忽略在野黨幫國軍加薪。盧秀燕表示，有將近7成民眾希望總統講經濟，建議總統針對民意提出經濟的議題予以回應。

### 中共中央台办
国务院台办发言人陈斌华应询表示，赖清德所谓“团结十讲”充斥着谎言与欺骗、敌意与挑衅，刻意扭曲、割裂历史，七拼八凑、大肆兜售“台独”分裂谬论，煽动两岸对立对抗，可谓错漏百出的“台独”歪理邪说大杂烩和在岛内蛊惑人心的“台独”社会动员，充分表明其“台独”本性冥顽不化，充分证明其是不折不扣的“和平破坏者”、彻头彻尾的“战争贩卖者”、名副其实的“麻烦制造者”。

## 爭議
賴清德在第二講中拋出「雜質說」。他表示，「要透過一次又一次的選舉罷免，一張又一張的選票，像打鐵鑄劍一般，一錘又一錘，千錘百鍊，百煉成鋼，打掉『雜質』，淬鍊出捍衛主權、守護民主鋼鐵般的意志」。國民黨主席朱立倫批評，「賴總統每一次脫稿演出，都是他的真心話，他心中就是希望打掉雜質做純化或清洗」。民眾黨主席黃國昌與四名黨公職，則舉牌向賴清德抗議並遞交陳情書，強調「人民不是雜質，只有民主變質」，要求賴清德儘速道歉。
賴清德在第三講提及1946年通過的《中華民國憲法》，強調當時台灣並沒有派人參與制憲，遭國民黨批評「總統搞錯歷史事實」。國民黨表示，當年有18位來自各行各業的代表出席制憲。
賴清德在第四講表示在野黨先前在國會凍刪國防預算，總額是史上最高；立法院國民黨團反批，中央政府國防總預算編列高達4,760億元，也是史上最高；民眾黨團則表示，相關凍結的提案，除了海鯤號因為海測尚未完成，其餘都已全數解凍。在第四講提出的軍人升等商務艙也遭航空業質疑此政策合理性。